# 16-甲氧基水甘草碱
16-甲氧基水甘草碱是一种有机化合物，分子式C22H26N2O3，属于单萜类吲哚生物碱，存在于長春花（Catharanthus roseus）等植物中。